# Castellar del Vallès
Castellar del Vallès – gmina w Hiszpanii, w prowincji Barcelona, w Katalonii, o powierzchni 45,17 km². W 2011 roku gmina liczyła 23 363 mieszkańców.